# Egmont Village
Egmont Village – miejscowość w Nowej Zelandii, na Wyspie Północnej, w regionie Taranaki.